# Wagner Schwartz
Wagner Miranda Schwartz (Volta Redonda, 2 de dezembro de 1972) é um performer, coreógrafo e escritor brasileiro radicado em Paris. Seu trabalho explora as fronteiras entre as artes visuais, a dança contemporânea e a literatura, abordando temas como migração e subjetividade contemporânea em um contexto político marcado pelo ultraconservadorismo.

## Biografia
Durante a infância e adolescência, Wagner Schwartz estudou música popular e teatro infantil nas escolas públicas de sua cidade natal. Aos 19 anos, mudou-se para Uberlândia, Minas Gerais, para ingressar no curso de Letras na Universidade Federal de Uberlândia. Iniciou seus estudos em dança a partir de sua relação com a literatura. Posteriormente, integrou diversos grupos de pesquisa e experimentação coreográfica na América do Sul e na Europa.
A partir dos anos 2000, Schwartz desenvolveu 11 performances solo caracterizadas pela interação direta com o público. Entre seus trabalhos mais representativos estão Transobjeto (2004), Piranha (2009), premiados pelo programa Rumos Itaú Cultural Dança, e La Bête (2005), coproduzido pelo Fórum Internacional de Dança (FID), em Belo Horizonte, e apresentado pela primeira vez na Ménagerie de Verre, em Paris.
Em 2004, durante a apresentação de Transobjeto no Festival Panorama, no Rio de Janeiro, o coreógrafo francês Rachid Ouramdane conheceu o trabalho de Schwartz e o convidou para participar de seu novo espetáculo, Cover (2006), criado para o Festival de outono, em Paris. Essa colaboração resultou em outros projetos, como o espetáculo Des témoins ordinaires (2009), apresentado no Festival de Avinhão, e o vídeo-arte Eu precisava ganhar tempo (2009), exibido no Festival Panorama, no Rio de Janeiro.
Schwartz passou a viver em Paris e São Paulo, consolidando parcerias artísticas em ambas as cidades. Ampliou suas colaborações com o diretor de teatro Yves-Noël Genod, com o coreógrafo Pierre Droulers, , com a dramaturga Béatrice Houplain, com a atriz Maria de Medeiros, com o coreógrafo Lorenzo De Angelis, com os artistas Sheila Ribeiro, Júlio Villani, Alexis Blanc. Também participou de projetos cinematográficos com Judith Cahen e Masayasu Eguchi.
Em 2017, Wagner Schwartz tornou-se alvo de linchamento e assédio virtual e campanhas de difamação organizadas por grupos ultraconservadores no Brasil e no exterior após a viralização de um vídeo e de imagens de sua performance La Bête. O episódio levou Schwartz a deixar o Brasil e se estabelecer definitivamente na França, onde continua sua carreira artística também como escritor.

## Carreira literária
Paralelamente ao trabalho cênico, Schwartz escreve seu primeiro romance, Nunca juntos mas ao mesmo tempo, , traduzido simultaneamente para o francês em colaboração com a dramaturga Béatrice Houplain. Em 2018, a obra foi publicada em ambas as línguas pela Editora Nós, recebendo ampla cobertura na imprensa,,,,,.
Durante o período em que foi forçado a deixar o Brasil para preservar sua integridade física e moral, Schwartz escreve um novo romance, relatando os efeitos devastadores das campanhas de ódio que sofreu em 2017. Naquele ano, figuras públicas, incluindo o ex-presidente Jair Bolsonaro, orquestraram ataques contra o artista amplamente divulgados nas redes sociais e na mídia. O caso ganhou dimensão internacional, tornando-se símbolo das tensões culturais e políticas da época,,,,,,,.
O incidente que deu origem a essa polêmica ocorreu após a apresentação de La Bête no Museu de Arte Moderna de São Paulo (MAM). A performance buscava humanizar as esculturas Bichos, criadas pela artista Lygia Clark na década de 1960. Essas esculturas manipuláveis foram concebidas para incentivar a interação com o público. Na performance, Schwartz encarnava um Bicho, oferecendo seu corpo nu para ser dobrado e desdobrado pelo público, reproduzindo assim os gestos associados às obras de Clark.
Durante a performance, uma menina de quatro anos, acompanhada por sua mãe, entrou em cena e tocou os pés e as pernas do artista. "O casal de editores Patrícia Rodrigues Cividanes e Ruy Saraiva da Silva Filho, da revista eletrônica Antro Positivo, especializada em programação teatral, também foi ao MAM para a abertura do 35⁠º Panorama. Na mesma noite, eles publicaram um vídeo de 2 minutos da performance de Schwartz no perfil da revista no Instagram. Por conter nudez, a postagem logo foi derrubada pela rede social. Mas o tempo em que ficou no ar bastou para que o vídeo fosse copiado e viralizasse na internet", relatou o jornalista João Batista Jr. em um longo perfil do artista publicado na revista Piauí em agosto de 2023. Schwartz foi então falsamente acusado de pedofilia, enquanto o museu foi acusado de promover tais práticas. O caso ganhou proporções internacionais, sendo amplamente repercutido pela mídia, e tornou-se um símbolo das tensões culturais e políticas da época,,,,.
Em 2023, Wagner Schwartz publicou A nudez da cópia imperfeita, pela Editora Nós, um livro aguardado pelo meio artístico e aclamado pela crítica no Brasil,,,,,. O sucesso da obra consolidou sua carreira como escritor e o posicionou como uma voz literária singular. O romance ficou entre os 10 finalistas do prestigioso Prêmio São Paulo de Literatura, na categoria de Melhor Romance de 2023. Naquele ano, 343 obras foram inscritas na competição, sendo 166 na categoria "Melhor Romance do Ano" e 177 em "Melhor Romance de Estreia do Ano".
Durante a escrita de A nudez da cópia imperfeita, Schwartz contou com o apoio de instituições internacionais dedicadas à proteção de artistas em situação de risco, como ICORN (International Cities of Refuge Network), PEN International em Antuérpia (PEN Vlaanderen), Open Society Foundations e Artists at Risk Connection PEN America. Ele também foi artista residente na Cité Internationale des Arts em Paris, edição de 2021, laureado pela Fundação Daniel e Nina Carasso. Para sua viagem de lançamento e divulgação do romance no Brasil, em 2023, Schwartz contou com o apoio da SAM Art Projects.

## Repercussão
Segundo Eliane Brum, no artigo Fui morto na internet como se fosse um zumbi da série The Walking Dead, publicado no dia 12 de fevereiro de 2018, "a cena, recortada e tirada do contexto, foi convertida naquilo que não era".
No dia 10 de abril de 2018, Schwartz participa do programa Conversa com Bial onde conta sua passagem pelo linchamento virtual: "Na realidade, eles manipularam a informação a partir de 30 segundos da performance e pegaram apenas a parte que a criança me tocou, e com a mãe. Me atacaram, disseram que eu era um pedófilo e que o museu estava incitando a pedofilia, o que pra mim era um absurdo."
Em abril de 2018, em uma entrevista para a RFI, em Paris, Wagner questiona: "Será que se essa performance fosse feita por uma mulher, ela teria tido tantos problemas?"

## Impacto cultural
A contribuição de Wagner Schwartz para a arte contemporânea é amplamente reconhecida por sua capacidade de questionar a liberdade de expressão e a resistência à opressão política. Em 2023, Schwartz publicou uma carta aberta no jornal Libération em apoio à artista Miriam Cahn, reafirmando seu compromisso com a liberdade artística.
Schwartz também foi tema de dois documentários: Quem tem medo?, criado pelos cineastas Dellani Lima, Henrique Zanoni e Ricardo Alves Jr., exibido no Festival do Cinema Brasileiro de Paris, assim como em vários festivais internacionais de documentários, incluindo: É Tudo Verdade, DocLisboa, DocsMX e Festival de Haia. O segundo, Resistances, criado pela plataforma openDemocracy, foi exibido no Rich Mix, em Londres, em 2022, e no centro La Virreina – Centre de l'Image, no mesmo ano.

## Criações
- 2020 Tumba, com Alexis Blanc[72]
- 2019 Playlist, com Lorenzo De Angelis[73]
- 2019 A Boba[74]
- 2018 Domínio Público, com Elisabete Finger, Maikon K e Renata Carvalho[75]
- 2014 Mal Secreto[76]
- 2010 Piranha[77] estreia nacional, São Paulo[78], Rumos Itaú Cultural Dança[79]
- 2008 Placebo 2008[80]
- 2006 Placebo[81]
- 2005 La Bête[82]
- 2004 Wagner Ribot Pina Miranda Xavier le Schwartz Transobjeto (estreia europeia em 2005 no festival "Move Berlim", em Berlim[83])
- 2003 Finita[84]

## Colaborações
- 2016 Bird in a zoo com Pierre Droulers e Stefan Dreher (Bruxelas),[85]
- 2015 Un petit peu de Zelda (remix) de Yves-Noël Genod (Paris),[86]
- 2012 Receitas e Dúvidas,[87] com Gustavo Bitencourt e Sheila Ribeiro (Curitiba)[88]
- 2012 Chic By Accident,[89] de Yves-Noël Genod, com Jeanne Balibar (Paris)[90]
- 2009 Des Témoins Ordinaires ("As Testemunhas Ordinárias"), de Rachid Ouramdane (Paris)[91]
- 2005 Cover, de Rachid Ouramdane (Paris)[92]
- 2005 Mein Raum?, com Natali Fari e Ricardo de Paula (Berlim)[93]
- 2003 O que você desejar, o que você quiser, eu estou aqui pronto para servi-lo, de Cláudia Müller (Torres Vedras)[94]

## Livros
- 2023 A nudez da cópia imperfeita (Editora Nós)[95]
- 2018 Nunca juntos mas ao mesmo tempo / Jamais ensemble mais en même temps (Editora Nós)[96]

## Filmes
- 2018 Le genre international,[97] de Judith Cahen e Masayasu Eguchi[98] com Maria de Medeiros

- 2009 Eu precisava ganhar tempo,[99] com Rachid Ouramdane[100]

- 1996 O Poeta (Festival do Minuto), com Waltuir Alves[101]

## Festival Olhares sobre o Corpo [OsC]
Em 2004, cria, juntamente com Fernanda Bevilaqua, o festival “Olhares sobre o Corpo” (Uberlândia). Um encontro entre artistas, estudantes e afins sobre a relação contemporânea nas artes cênicas com a dança, artes visuais e a performance.

## Prêmios
- 2024 Finalista do Prêmio São Paulo de Literatura (Categoria: "Melhor Romance de 2023", com o livro "A nudez da cópia imperfeita")[103]
- 2021 Prêmio Fundação Daniel e Nina Carasso / Cité des Arts, Paris (Categoria: residência artística)[104]
- 2013 Prêmio Funarte de Dança Klauss Vianna 2013 (Categoria: Circulação)[105]
- 2012 Prêmio APCA para "Piranha" (Categoria: Melhor Projeto Artístico)[106]
- 2012 Prêmio Klauss Vianna (Categoria: Montagem)
- 2011 Prêmio Funarte Klauss Vianna 2011 (Categoria: Montagem)[107]
- 2009 Rumos Itaú Cultural Dança (Categoria: Montagem)
- 2006 Prêmio Klauss Vianna (Categoria: Montagem)
- 2005 Território Minas, FID (Fórum Internacional de Dança)
- 2003 Rumos Itaú Cultural Dança (Categoria: Montagem)
- 2003 Prêmio Estímulo XVI Festival de Dança do Triangulo
- 2000 Rumos Itaú Cultural Dança (Categoria: Montagem)
- 1996 Festival Internacional do Minuto (Categoria: Curta de 1 Minuto)